# ابن محمويه
إِبْرَاهِيم بن مُحَمَّد بن أحمد بن محمويه، أحد علماء أهل السنة والجماعة ومن أعلام التصوف السني في القرن الرابع الهجري، كان عالماً في السِّير والتاريخ وعلوم التصوف ورواية الحديث النبوي، قال عنه أبو عبد الرحمن السلمي[ ؟ ]: «شيخ خُرَاسَان فِي وقته، وَكَانَ أوحد الْمَشَايِخ فِي وقته علماً وَحَالاً»، وقال عنه الذهبي: «الإمام المحدث القدوة الواعظ شيخ الصوفية»، ووصفه الحاكم النيسابوري بأنّه: «هو لسان أهل الحقائق في عصره وصاحب الأحوال الصحيحة».

## حياته
أصله ومولده ونشأته في محلّة في نيسابور تُسمّى «نصر آباذ»، صَحب أَبَا بكر الشبلي وَأَبا عَليّ الرُّوذَبَارِي وَأَبا مُحَمَّد المرتعش وَغَيرهم من الْمَشَايِخ. أَقَامَ بنيسابور ثمَّ خرج فِي آخر عمره إِلَى مَكَّة وَحج سنة 336 هـ، وَأقَام بِالْحرم مجاوراً وَمَات بها في ذي الحجة سنة 367 هـ، ودُفن عند الفضيل بن عياض.

## من روى عنهم ورووا عنه
سمع أبا العباس السراج وابن خزيمة وأحمد بن عبد الوارث العسال ويحيى بن صاعد ومكحولاً البيروتي وابن جوصا وعددا كثيرًا بخراسان والشام والعراق والحجاز ومصر. وحدّث عنه الحاكم النيسابوري والسلمي وأبو حازم العبدوي وأبو العلاء محمد بن علي الواسطي وأبو علي الدقاق وجماعة.

## من أقواله
- مُوَافقَة الْأَثر حسن وموافقة الْأَمر أحسن وَمن وَافق الْحق فِي لَحْظَة أَو خطرة فَإِنَّهُ لَا تجْرِي عَلَيْهِ بعد ذَلِك مُخَالفَة بِحَال.[1]
- أصل التصوف مُلَازمَة الْكتاب وَالسّنة وَترك الْأَهْوَاء والبدع وتعظيم حرمات الْمَشَايِخ ورؤية أعذار الْخلق وَحسن صُحْبَة الرفقاء وَالْقِيَام بخدمتهم وَاسْتِعْمَال الْأَخْلَاق الجميلة والمداومة على الأوراد وَترك ارْتِكَاب الرُّخص والتأويلات وَمَا ضل أحد فِي هَذَا الطَّرِيق إِلَّا بِفساد الِابْتِدَاء فَإِن فَسَاد الِابْتِدَاء يُؤثر فِي الِانْتِهَاء.[1]